# シュヴァルツェスマーケン
『シュヴァルツェスマーケン』（Schwarzesmarken）は、内田弘樹による日本のライトノベル。イラストはCARNELIANが担当している。ファミ通文庫（エンターブレイン）より2011年5月から2016年1月まで刊行された。

## 概要
アダルトゲームメーカー「âge（アージュ）」から発売された、PC用恋愛シミュレーションゲーム『マブラヴ オルタネイティヴ』のスピンオフ企画として、『テックジャイアン』（KADOKAWA）にて、2011年1月号から2014年5月号にかけて連載された。2014年3月21日、ゲーム化されることが発表された。2部作となっており、「紅血の紋章」が2015年11月27日に、「殉教者たち」が2016年10月28日に発売された。2015年5月21日にアニメ化企画が進行中であることが発表された。2015年9月18日にアニメ公式サイトがオープンし、2016年1月から放送された。外伝「隻影のベルンハルト」がテックジャイアン2015年8月号より連載中。

## ストーリー
『マブラヴ オルタネイティヴ』本編が開始される2001年から18年前…1983年のヨーロッパ。ミンスクハイヴにより、東側から押し寄せる膨大な数のBETA群に対し、ヨーロッパ諸国はドイツ民主共和国（通称、東ドイツ）を盾としてBETAの侵攻を押しとどめ、その間に海外への疎開を進めていた。
激戦区である東ドイツは、ポーランド国境のオーデル川とナイセ川の西岸を要塞化し、徴兵年齢を引き下げ、兵力の殆どをBETA戦に投入する事で、BETAの激しい攻勢を凌ぎ、辛うじて国土を防衛していた。更に、東ドイツの秘密警察組織国家保安省（シュタージ）は国民の10人に1人と言われるほど多くの密告者を配置し、国内を徹底的に監視する事で国民の言論の弾圧・反乱分子の摘発を行い、密告される恐怖により国民同士を疑心暗鬼に陥らせる事で国内を統制していた。その監視対象には東ドイツ軍すらも含まれていた。
東ドイツ陸軍に所属する戦術機部隊第666戦術機中隊"黒の宣告"（シュヴァルツェスマーケン）は、東ドイツ軍最多のBETA撃墜数を誇っていることから、東ドイツ最強の戦術機中隊と謳われていた。その一方、味方の支援要請を無視し、自らの任務達成のみを優先する事から、自軍の兵士からは「死神中隊」「選別中隊」などと揶揄されていた。中隊に所属するテオドール・エーベルバッハ少尉は、過去のトラウマから自分以外の何者をも信用せず、ただ己の生存の為だけに戦い、国家保安省の影に怯える日々を過ごしていた。そんなある日、テオドールが中隊長のアイリスディーナ・ベルンハルト大尉と共に、戦場で孤立していた西ドイツ軍の少女、カティア・ヴァルトハイムを救出した事から物語は始まる。

## 登場キャラクター
アプリ『マブラヴ オルタネイティヴ ストライク フロンティア』関連はSF編と記述。
担当声優は『シュヴァルツェスマーケン』ゲーム版・テレビアニメ版 / アプリ『マブラヴ：ディメンションズ』の順に表記。一人のみ記載の場合は、『シュヴァルツェスマーケン』での配役。

### 東ドイツ陸軍第666戦術機中隊"黒の宣告（シュヴァルツェスマーケン）"
東ドイツ最強と言われる戦術機中隊で、ポーランド撤退戦などをくぐり抜けてきた歴戦の部隊。戦域の光線級BETAをいち早く駆逐して航空戦力および砲兵を使用可能にする、戦術機版SEADとも言うべき「光線級吶喊（レーザーヤークト）」を最優先任務としている。その任務の性質上、味方部隊からの支援要請を無視せざるをえない事も多く、その為に他の兵士からは“死神部隊”“選別部隊”などと呼ばれ、忌み嫌われている。常に激戦区に投入される為に人員の消耗が激しく、現在は中隊の規定数12人に対して8人しか所属していない。部隊章は、角を生やした横向きの髑髏の上に“666”の部隊番号を記したもの。“黒の宣告”とは負傷した兵士の治療優先順位を示すトリアージ・タグの中で、治療しても回復の見込みがない兵士・既に死亡している兵士に付けられる黒いタグの俗称。
タイトルにもなっている部隊名の“シュヴァルツェスマーケン”は企画会議において正しいドイツ語である“シュヴァルツ・マルケン”では格好悪いとの理由から作成された造語。
テオドール・エーベルバッハ
声 - 鈴村健一 / 野上翔
4月13日生まれ。年齢は18歳。階級は少尉。コールサインはシュヴァルツ8。
本作の主人公。赤褐色の髪に荒んだ暗い表情が特徴の少年。機体の操作技量及び近接格闘術に優れ、短刀を用いた白兵戦が得意。
孤児院の出身で、ベルリンに住む遠縁の劇作家のホーエンシュタイン一家に養子に迎えられて育った。しかし、一家総出で西ドイツへの亡命を試みた際に国家保安省の国境警備隊に捕らえられ、養父母は拷問の末に死亡。義妹のリィズは行方不明になり、自らも尋問と拷問により精神的・肉体的に激しく傷つけられた。加えて、国家に反逆した一家の出ということで就職先もなく、陸軍に志願する以外の道を閉ざされた。その経験から、自分以外を信頼しない排他的な性格となり、国家保安省と東ドイツの国家体制を憎悪している。また、隊長であるアイリスディーナの「実の兄を国家保安省に密告して現在の地位を得た」という噂を信じ、彼女を嫌悪している。一方でアネットの戦争神経症に呆れ見捨てかけたことがイングヒルトの戦死につながってしまい、結果的にイングヒルトも見捨てしまったことを指摘された際は怒りを見せつつも指摘の正しさを自覚していた。
新たに隊に加わったカティアの面倒を見ることをアイリスディーナから任され、彼女と接する中で衛士としても人間としても大きな成長を遂げるとともに、アイリスディーナの真実を知り、彼女とともに現在の東ドイツの体制を打破する覚悟を決める。最終話ではアイリスディーナの死に涙を流した。そして、彼女の意思を受け継いで再編された新生666中隊の隊長としてカティアを見守る立場になった。
SF編
イベントシナリオ『もう一度、幸せな日々を君と』にて仲間を殺害されることなくリィズを捕虜とすることに成功するが、出撃の間に彼女が基地の崩落からファムの身代わりとなって昏睡状態に陥り、和解への対面は先送りとなる。
女性に対する警戒心が足りていないのか女性陣の個別シナリオにて隙あらば関係を持とうと狙われている。

アイリス / アイリスディーナ・ベルンハルト
声 - 山本希望 / 吉田仁美
9月8日生まれ。第666戦術機中隊の中隊長。階級は大尉。コールサインはシュヴァルツ1。
金髪碧眼に白皙の氷細工の様な美貌を備えた才色兼備な女性将校。優れた操縦センスと状況判断力を持ち、政治的な駆け引きにも優れている。政治将校のグレーテルの命令を無視して現場の判断を優先することも多い。しかし「実の兄を国家保安省に密告して現在の地位を得た」という黒い噂が囁かれている。本人は明確な否定も肯定もしていないが、多くの将校や現場の兵士達はこの噂を信じている。
兄の志を継ぐために自らの手で兄を処刑して以降、シュタージのような下劣な行為をしていない。
リィズが正体を現した後は捕虜とされるが、ブレーメの趣味、ベルンハルトが何もできず果てていく様子が見たいという願望によりそのまま放置される処置となり、尋問や拷問は受けずに済んだ。
テオドールたちの手によって一度は救出されるものの、アクスマンの亡命に利用される手前で銃撃戦となり、カティアを庇って致命傷を負う。衛士らしく機上で最期を迎えたいと望み、テオドールの機体の管制ユニット内で、革命の成ったベルリン市街の様子を眺めながら死亡した。
SF編
テオドールに対してかなり積極的になっており、個別シナリオ内で上司としての立場を利用しての二人きりを画策するなど本編では考え難い行動を行っている。

カティア・ヴァルトハイム / ウルスラ・シュトラハヴィッツ
声 - 田中美海 / 水間友美
1月7日生まれ。淡い茶髪のポニーテールと同色の瞳の、小柄な可愛らしい少女。年齢は15歳。階級は少尉。コールサインはシュヴァルツ7。
西ドイツ軍の衛士だったが、ある人物を探す為に東ドイツへ派遣される部隊へ合流する。しかし部隊は全滅し、戦場で孤立している所をテオドールに救助される。自らの目的を果たすためには、東ドイツ軍の内部に入り込んだ方がよいと考えたことから、東ドイツへの亡命と中隊への編入を志願し、認められる。思ったことをハッキリ口に出す性格の持ち主。民主主義国家である西ドイツの教育を受けている影響で、東西ドイツの融和など、東ドイツの体制に反発する言動が口を衝いて出る事が多い。その為、中隊やテオドールの立場を危うくする事が多々あり、政治将校であるグレーテルの叱責や修正を受ける事も度々ある。一方で戦術機の操縦センスは光るものがあり、通常ならば1日はかかるF-4からMiG-21への機種転換を、わずか3時間でこなしてしまう程の潜在能力を秘めている。そして機種転換してから2か月あまりで、シルヴィアと遜色のない機動を行える程の技量を身につけるなど、努力家の一面ものぞかせている。当初は隊の面々の多くからは冷ややかな目で見られていたが、海王星作戦において彼女の説得によってVFA-103やフッケバインといった西側の部隊が666中隊を救援するために行動したことなどをはじめとして、段々と認められていく。
その正体はかつて英雄的な活躍で讃えられていたものの、東ドイツの体制に異を唱えていたことが仇となって粛清された故アルフレート・シュトラハヴィッツ中将の一人娘。物語中盤、666中隊の基地がシュタージに制圧される中、テオドールとともに脱出することに成功、反体制派に保護されて、西方総軍教育総監のハイムのもとに匿われる。アイリスディーナが捕縛されたことで、革命の象徴となる人物を欠いていることから決起を渋るハイムに対して、自分の本当の名前と経歴を明かし、自らが革命の象徴となる覚悟を告げ、ハイムに決起を決意させる。その後はその重要性から戦闘には参加せずに666中隊とは別行動をとる。このため、リィズの処刑と、その執行役をテオドールが担うことを知った際に、これを止めるべくベルグ基地に急ぎ向かうも間に合わなかった。リィズの遺体を前にして、リィズを組織の引き締めのための犠牲にするというシュタージ同様の行為をしたズーズィら反体制派を、感情を露わにして激しく糾弾した。
最後の戦いにおいては反体制派とともに別動隊として放送局を占拠して演説を行い、自身の出自や理想を述べるとともにシュタージに支配されている東ドイツの異常を指摘、東ドイツ国民に決起を促した。これに応じた国民がベルリンの壁に集って行動を起こしたことが実を結び、革命の三か月後にはシュタージの解体、東ドイツと西ドイツの統合に向けた話し合いが進むことになった。その代表のメンバーには彼女も参加しており、最終話ではテオドールと共に列車に座る彼女がいた。

リィズ・ホーエンシュタイン
声 - 南條愛乃 / 鈴木絵理
6月28日生まれ。テオドールの義妹。年齢は18歳。階級は少尉。コールサインはシュヴァルツ9。
3年前に一家全員で西ドイツへの脱出を試みた際、国家保安省に捕らえられて以後は消息が分からなかった。しかし、ファムの負傷による戦力不足を補う為、突然補充要員の衛士として編入された。極度のお兄ちゃん子で、他の隊員がいる前でもテオドールに容赦無くじゃれ付き、周りを困惑させることがある。劇作家の両親の影響からか、学生時代は演劇サークルに所属していた。また語学に明るく、複数の言語を操る。衛士としての力量も高いが、戦術機の酷い揺れは大丈夫でも、船の揺れだけは幼少期からどうしても駄目らしく、船に乗るとすぐに酔ってしまう。
当初はテオドールの義妹ということで皆と友好的な関係を築いていたが、あまりにも都合の良い再会、良好な人間関係、卓越した能力など疑問点が多く、テオドールを含めた殆どの隊員から次第に「シュタージの犬（スパイ）ではないか」と疑惑の目を向けられていたが、その予想通りシュタージが放った囮役の諜報員であり本命の諜報員への注意をそらす役割を担っていた。
3年前にハインツ・アクスマンに拘束され、以後は過酷な拷問や輪姦を受け続けるという地獄の日々を送っていた。その時の映像と兄の身の安全をシュタージに握られているため逆らえず、洗脳教育の末、シュタージの犬となった。テオドールと再会するまでの間は戦術機のパイロットをしつつ、ハニートラップ要員として数多くの男や少数の女と寝てあらゆる性戯を仕込まれた肉体で籠絡し情報を得る生活を送っていた。
精神的にすでに壊れており、自分の正体と本性を明かして以降は捕らえた666戦術機中隊の面々に対する残忍な尋問を平然と行い、自らその指揮に当たるほどであった。一方で幼少期から抱き続けたテオドールへの想いだけは今でもなお本物であり、諜報員としての地獄のような日々の中で唯一の心の防波堤にしていた。アニメ作品における義妹キャラとしては珍しく義兄である主人公と肉体関係をもった。
テオドールがベルンハルトを取り戻しに来たことで出撃するがテオドールとの気持ちのすれちがいにより理性を失い、制止しようとしたファム・ティ・ランを戦死させてしまう。これにより兄に敵と認定された後は力ずくで兄を自分のものにすることを決意する。
テオドールがいる戦場ではテオドール以外は興味がないため、明らかに失敗すると判断した味方の作戦にも協力せず全滅するのもお構いなしであった。一方で戦場でテオドールを見失うと理性を失うという致命的な問題も抱えており、それが原因でテオドールとの戦闘に敗れる。
小説でもアニメでもテオドールの手によって殺害されるのは変わらないが、小説では機体は大破するも生存して反乱軍の捕虜となるも、捕虜の中で最も階級が高かったことから、ラーテノー市街の戦闘で発生した民間人への被害をシュタージに押し付けるためのスケープゴートとして処刑されることになり、反乱軍と共闘することになった反体制派から、革命への覚悟と身の潔白を示すことを強要されたテオドールの手によって銃殺されたのに対して、アニメではテオドールとの一騎打ちに敗北した際の機体損傷によって散った破片で致命傷を負い、テオドールに介錯されるというまだ救いのあるものになっている。両媒体ともに、最期にテオドールにアイリスディーナの幽閉先を伝えたのちに射殺された。最期まで洗脳教育に囚われたままだったが、遺した言葉の数々は全て兄を想って紡がれていた。
SF編
イベントシナリオ『もう一度、幸せな日々を君と』にてテオドールとの決着は両者機体を破壊されながらも生還し、捕虜になるという形で付いた。収容された基地が襲撃を受けた際に監視役ながら優しく接したファムを瓦礫から咄嗟に救って昏睡状態となる。
個別シナリオでは諜報そっちのけで兄を誘惑することを優先している。

グレーテル・イェッケルン
声 - 安野希世乃 / 湊みや
7月12日生まれ。ドイツ社会主義統一党の政治本部から中隊に派遣された政治将校。階級は中尉。コールサインはシュヴァルツ4。
黒縁眼鏡をかけ、黒髪のセミロングヘアの女性衛士。党幹部の家庭出身で、自身もベルリン＝カール・マルクス統合学校出身のエリート。
カティア入隊以前はテオドールと僚機だった。常に党の意向を第一とした命令を中隊に下し、現場の判断を優先させるアイリスディーナと対立する事も多い。命令に従わない隊員の罷免権や、中隊の指揮権剥奪などの権限を持っている。中隊内部における衛士としての技量は最も低いが、中隊の任務を普通にこなすだけの技量は持ち合わせている。過去の経験から出世欲が強く、5年前の”月光の夜”事件で粛清を逃れたアイリスディーナを監視し、出世の足掛かりとする為、第666戦術機中隊に志願した。カティアにも疑念の目を向けている。
彼女自身も666中隊で行動する内に考えが変わり、テオドールがリィズを射殺した後に彼の心情も考えずに国家保安省のスパイを殺したことを賞賛する同志に掴みかかろうとするアネットを涙ながらに抑え、同様にリィズの死を悼んだ。
アイリスディーナ救出作戦の最中にベアトリクスに撃墜されるも脱出に成功、その後はアクスマンに拾われ彼らに同行する。シュタージファイルの保管庫において、ファイルのデータをコピーして持ち出し、なおも自分たちベルリン派が権力を握る体制を残そうとするアクスマンに勧誘を受けるが決裂。銃撃戦となり、シュタージファイルのコピーデータの入ったディスクを破壊するが、直後にアクスマンに撃たれ、防弾性のはずの装備が東ドイツ特有の粗悪品であったために重症を負って倒れ、燃え盛る保管庫の中で眠りについた。エピローグでは、一命を取り留め、軍病院内で目を覚まし、お見舞いに来たアネットと再会した。その時にショートヘアに変えてた。

アネット・ホーゼンフェルト
声 - 安済知佳 / 櫻井みゆき
8月19日生まれ。茶髪でショートカット、翠色の瞳を持つ少女。中隊で唯一の長刀使い。階級は少尉。コールサインはシュヴァルツ6。
根は明るく人懐っこい性格だが、戦友を立て続けに失った影響で戦争神経症にかかってしまっている。その為、理性のタガが外れ、勝手な行動を取ってしまう事が多々あり、療養を命じられ作戦から外されることもあった。イングヒルトが死亡した戦闘において、テオドールが手助けすれば彼女は死なずに済んだと主張し対立している。彼女もまた、戦いの中で大きく成長していきながら戦争神経症を乗り越えて、最期の戦闘でも生き残った。エピローグでは、666中隊の数少ない生き残りとして、再編された新生666中隊の中核メンバーとしてテオドールを支えていることが語られている。

シルヴィア・クシャシンスカ
声 - 村瀬迪与
12月26日生まれ。ポーランド出身の衛士で、豊かな銀髪に端正な顔立ちの美女。階級は少尉。コールサインはシュヴァルツ5。
先のポーランド撤退戦におけるBETAの侵略によって故郷が壊滅し、アイリスディーナに拾われ第666戦術機中隊に編入した。テオドール以上に荒んだ性格の持ち主で、馴れ合いに強い嫌悪感を度々示す。入隊したてのカティアに対し「口先だけのガキは嫌いだ、中隊の人数が足りているなら次の出撃で殺している」と、辛辣な言葉を投げかけている。アネットやテオドール等同期に対しても同様の態度で接している。唯一ファムには冷たく接することはなく、彼女の指揮する後方支援部隊で砲撃支援を担当する事が多い。
リィズが正体を現した後は捕虜にされ彼女による尋問と拷問を受ける。が、ヴァルターの方が重症を負ったらしく彼を気遣っていた。
原作小説とTVアニメの両媒体ともに戦死するのは変わらないが、その最期の状況は異なっている。また、死亡する順番もヴァルターと入れ替わっている。
小説
ベルリンでのシュタージとの決戦の終盤、ブレーメ機がヴァルターの特攻で無力化され、アイリスディーナの奪還が確定的になったことを受けて、形振り構わず革命の勢いを叩くために、シュタージ所属のMig-27がベルリンの壁開放を求めて集まっていた市民たちに向けて放った砲撃に対して、自らの機体を壁に集った市民たちを守る盾としてこの間に割り込ませてこれを阻止したが、これにより機体は大破して自身も致命傷を負い、操縦不能になった機体ごとシュプレー川の凍結した水面へと激突して四散した。シルヴィアの犠牲は市民たちの士気が崩壊して革命が失敗することを防ぐとともに、この行動を目前で見た市民たちを奮起させた。
TVアニメ
ブレーメとの最期の戦いで皆を庇って被弾し墜落死。シルヴィアの撃墜を受けてヴァルターがブレーメに特攻を仕掛けたことが勝機へとつながった。

ファム・ティ・ラン（范 氏蘭）
声 - 加藤英美里
10月2日生まれ。第666戦術機中隊の次席指揮官。階級は中尉。コールサインはシュヴァルツ2。
ベトナム系移民二世の女性衛士。任務では後方支援を指揮する事が多く、中隊長アイリスディーナの意図を汲む事が出来る古参の部下の一人。父親は少林拳の師範で、彼女自身も近接格闘の達人。温厚篤実な人柄で、年下の部下達に対して姉のように振舞っている。その為、カティアやアネットからは実姉の様に慕われている。しかし、テオドールはあまり快く思っていない。ファム自身はテオドールのことを弟のように思っており、皆のように自分に甘えてほしいと思っていた。
リィズが正体を現した後は捕虜にされ彼女による尋問と拷問を受ける。全身に痣が残るほどの拷問に耐えた後はテオドールたちに救出された。しかしテオドールとリィズが戦いをはじめてしまったことで、二人を制止しようと我が身を呈すが、逆上したリィズの砲撃により戦死する。皮肉にも彼女の死によりテオドールがリィズを敵として認識することにつながってしまう。
SF編
イベントシナリオ『もう一度、幸せな日々を君と』にて本編では叶わなかったリィズとの和解が実現するが直後に基地の崩落から自身を庇った彼女が昏睡に陥ってしまう。

イングヒルト・ブロニコフスキー
声 - 福原香織
2月5日生まれ。地主貴族（ユンカー）出身の少女の衛士。階級は少尉。コールサインはシュヴァルツ7。
元地主貴族であることが原因で、差別やいじめの対象とされてきた。そうした自分と親しくなった人間をトラブルに巻き込むまいと強く意識しており、“自分嫌い”と揶揄されるほど、常に自分を卑下し続けている。アネットとは親友同士で、戦争神経症にかかった彼女のフォローを買って出る。物語序盤の作戦の撤退間際、突撃級BETAの突進を食らって乗機が大破し、そのまま要撃級BETAに機体ごとメッタ打ちにされて瀕死の重傷を負う。後送しても既に手の施しようがない状態であった為、アイリスディーナが介錯を取る形で眉間を拳銃で撃ち“慈悲の一撃”を与え、安楽死させた。彼女の抜けた穴はカティアが埋めることになる。

ヴァルター・クリューガー
声 - 三宅健太
11月22日生まれ。下士官から叩き上げのベテラン衛士。年齢は29歳。階級は中尉。コールサインはシュヴァルツ3。
中隊では数少ない男性衛士の一人。アイリスディーナの補佐役や隊員の教育係を務めている。
原作小説とTVアニメの両媒体ともに、ベルリンでのシュタージとの決戦において、ブレーメのMig-27に特攻を仕掛けて戦死するのは変わらないが、その状況は異なっており、原作小説では、テオドールがアイリスディーナを救出するために収容所に突入するまでの足止めのために、ブレーメ機に特攻してすべての武装を喪失させ無力化したのに対し、TVアニメ版では、シルヴィアをブレーメに撃墜されたことでテオドールに皆を預け、ブレーメに特攻を仕掛けている。

オットー・シュトラウス
声 - 田中一成
中隊付きの整備員を取りまとめる整備主任。階級は技術中尉。
過去の整備中に事故で右目を失っており、それを隠すための黒い眼帯を常に付けている。第二次世界大戦末期から整備に携わっているベテラン整備兵で、テオドールが信頼を寄せる数少ない人物。
リィズが正体を現した後は仲間たちに面従腹背で応じるよう暗に諭す。テオドールを捕虜にし損ねたことでリィズで冷静さを欠いていることを見抜いており、やがて来るであろう逆転の機会に備えていた。その忍耐は実りテオドール達の救援に呼応して基地を奪還することに成功する。

### 国家保安省（シュタージ）
実在した東ドイツの秘密警察組織シュタージ。ソ連のKGBと同じように国内外における政治工作等を担当している。国民の中に多数の情報提供者（コラボレーター）を紛れ込ませ、徹底した言論統制を敷いているのが大きな特徴。その割合は最悪で国民の10人に1人とも言われ、東ドイツ軍内にも例外なく監視の目を光らせている。
本作ではBETA大戦の影響で国内になだれ込んだ多数の難民を統制する目的もありその権限はさらに強化され、東ドイツ軍とは別に独自の軍事組織である武装警察軍を組織している。武装警察軍と東ドイツ軍は互いに予算と装備を取り合う悪い意味でのライバル関係となってしまっており、現状共同作戦もままならない。更に、国家保安省の内部においても、東ドイツがソ連の影響下にあることを良しとする“モスクワ派”と、それに反対して東欧諸国との連携を強めるべきとする“ベルリン派”の間で派閥抗争が起こっており、国内の政治体制は崩壊寸前といっても良い状態に陥っている。
ベアトリクス・ブレーメ
声 - 田村ゆかり / 阿部里果
11月23日生まれ。武装警察軍の戦術機大隊「ヴェアヴォルフ（人狼）」大隊長。階級は少佐。モスクワ派に属する。
スパイ摘発や東西ドイツ国境での亡命者狩りを主任務とし、他者への態度は攻撃的だが手を汚す事を厭わない性分で部下からの信頼は篤い。アイリスディーナとは士官学校時代の顔なじみ。
ベルリン派であるアクスマンとは表向き対立しつつも、実際には協力関係にありシュミットの正体を探っていた。
実はユルゲン・ベルンハルトの思想に傾倒しており、彼の理想によって祖国を救うのは自分にこそふさわしいと感じていた。BETAに対抗するために皆が協力関係にあるべきという思想のため東ドイツを犠牲にするという発想を持ち、人類は絶対に一つになれないとも悟っていた。それを実現する方法としてシュタージによる監視と統制を正当化する姿勢であったため、最期までテオドール達と相容れることはなかった。
最期はテオドールとの戦闘に敗れて死亡するが、その状況は原作小説とTVアニメ版双方において異なっている。
小説
戦の最中にヴァルターの特攻ですべての武装を喪ったために、残存部隊とともにシュプレーヴァルト基地に一時撤退する。その後、オーデル・ナイセ絶対防衛線を突破したBETA群への対応のために、反乱軍主力がベルリンを離れた隙に、ヴェアヴォルフ大隊の残存戦力を率いて再度決起する。ベルリンの壁を再封鎖して成功しつつある革命の勢いを止めるべく、パリ広場の市民たちを攻撃しようと目論むが、反乱軍に新たに合流した部隊の攻撃ヘリと戦車部隊という予想外の戦力に足止めされている間に、引き返してきたテオドール率いる反乱軍の戦術機部隊に追いつかれてしまう。この時、生涯をかけて復讐を誓ったアイリスディーナの後継者として成長を遂げたテオドールを自らの手で葬るべく一騎打ちに臨むが、これに敗北し、管制ユニットを短刀で貫かれて死亡した。
　TVアニメ
テオドール達相手に優勢な戦闘を続けていたが、シルヴィアを撃墜したことでヴァルターの特攻を受け砲撃装備を失ってしまう。接近戦用の装備で反撃を続けるもシュタージの支配に人民が反旗を翻したことで冷静さを欠いてしまい、テオドールとの戦闘に敗れ機体ごと貫かれ戦死する。
ハインツ・アクスマン
声 - 成田剣
3月7日生まれ。“褐色の獣のアクスマン”の異名を取る作戦参謀。階級は中佐。ベルリン派に属する。
ブレーメと行動を共にすることが多いが、政治的には対立する立場にある。武装警察軍編入前は亡命者狩りなどに辣腕を振るっており、テオドールに尋問した張本人でもある。アクスマン自身は政治的、イデオロギー的な信条は特にない。彼にとって重要なのは自分が多数派に所属し勝者の立場でいることであり、自分のためだけに行動する最悪の機会主義者である。モスクワ派へ対抗する戦力としてテオドールたちを手駒にしたいと考えていた。
軍がBETAに釘づけにされたことでシュミットと一戦交え敗走することになる。その後はシュタージファイルという切り札によりテオドール達と共に戦うことになるが、シュタージファイルに関する意見の違いで後に決裂する。密かにCIAとも接触を図りベルンハルトを連れアメリカへの亡命を決行しようとするがベルンハルトと銃撃戦になり、頭部を撃ち抜かれて死亡した。
エーリヒ・シュミット
声 - 置鮎龍太郎
恐怖の象徴として東ドイツに君臨する国家保安省長官。武装警察軍の上級大将。モスクワ派であるが、ベルリン派とも接触している。
その正体はKGBの特務少尉であり、彼の言う祖国とはソ連のことであった。BETAに軍が総戦力が当たる隙をついて国家を掌握、総帥の座に就く。BETAに効果のない核兵器をソ連から譲り受けることでBETAが出現すれば国民ごと国土を焼き払い、見せかけのBETA討伐で権力を維持することを計画していた。
ブレーメを自身の駒として扱っていたが、実際には彼女に身辺調査のため踊らされていたに過ぎず正体を見抜かれる。口封じを図るも逆に返り討ちにより最期を迎える。

### 西ドイツ陸軍第51戦術機甲大隊「フッケバイン」
キルケ・シュタインホフ
声 - 沼倉愛美 / 向井莉生
5月1日生まれ。第2中隊所属の女性衛士。階級は少尉。
腰まで流れる黒髪のクールビューティーだが、性格は辛辣そのもので毒舌。
“海王星作戦”で第666戦術機中隊と合流するが、ソ連同盟国の東ドイツを毛嫌いしており、国際的な東ドイツの認識をテオドール達に突きつけて口論となる。海王星作戦を通じて666中隊と共闘するうちに、まともな東ドイツ人もいると彼等への認識を改めて和解。作戦終了後に西ドイツへ帰還したのちも666中隊のことを案じており、革命の際には反乱軍を見定めるための特使として東ドイツへ秘密裏に入国して、彼らに接触する。
祖父は第2次世界大戦で空軍に所属し、200機以上の敵機を撃墜し、10年前はNATOの幕僚まで務めたという英雄的な人物。その家柄とキルケ自体の性格も相まって中々男が寄り付かない。しかし、共闘したテオドールには個人的に好感を示すようになり、大隊長のヨアヒムからは度々それをネタにからかわれている。
ヨアヒム・バルク
声 - 土田大
第51戦術機甲大隊の指揮官。階級は少佐。
下品なジョークを好む人物ではあるが政治的な観察眼にも優れ、部下からも慕われている。
アネットとキルケの喧嘩に遭遇するも上手くそれをとりなすなど人間関係の扱いにも慣れている。キルケが世界中の嫌われ者と言い放ったテオドール達にも気さくに接し、険悪な雰囲気を一掃した。
物語終盤には、欧州連合軍の増援部隊とともにベルリン防衛線へと駆けつけ、666中隊の危機を救った。

### その他の人物
ホルツァー・ハンニバル
声 - 木村雅史
第666戦術機中隊を含む臨時集成戦術機大隊“ハンニバル”を率いる指揮官。階級は少佐。アイリスディーナの後ろ盾的な人物であるとともに、反体制派に協力している。物語序盤の戦闘において戦死。
“隻影のベルンハルト”にて、元々は空軍の地対空ミサイル部隊に勤務していたが、BETAとの戦いに備えた軍の再編成により地対空ミサイル部隊の縮小が決定されたため、衛士に転属したことが語られた。
マライ・ハイゼンベルク
声 - 丸塚香奈
2月13日生まれ。臨時集成戦術機大隊“ハンニバル”本部付衛士で作戦幕僚を兼任する女性士官。階級は中尉。
ハンニバルとは相思相愛の仲で彼を敬愛している。ハンニバルとともに反体制派に協力していたが、シュタージに目を付けられており、ハンニバルの戦死直後にシュタージに連行される。激しい拷問を受けても口を割らなかったが、限界まで消耗した状態の中で投与された薬物によって、シュタージの尋問官を自らを助け出しに来たハンニバルと思い込まされ、軍内の反体制派の情報を話してしまう。すべての情報を引き出されたのちは用済みとなり、処分された。
アルフレート・シュトラハヴィッツ
作中では既に故人。東ドイツ軍第1戦車軍団を率いていた中将。
1977年頃までにウクライナ防衛戦などで英雄的な活躍を見せていたが、東ドイツの体制に異を唱えていたために粛清された。彼の存在は歴史から抹消され、初めから存在していなかった事になっている。
“隻影のベルンハルト”にて生前の姿が描写される。1974年時点では少将・陸軍参謀本部作戦次長の地位にあり、東ドイツ軍への戦術機導入を検討する“T委員会”の委員長を務めるなどの辣腕ぶりであるが、一人娘のウルスラを溺愛する過剰なまでの子煩悩ぶりも持ち合わせている。
クルト・グリーベル
声 - 竹内想
4月7日生まれ。戦車大隊“ノィエンハーゲン”第500野戦猟兵中隊の中隊長（士官が全滅した故に任ぜられている）。階級は曹長。
年齢は18歳だが、前線に居続けた為、年齢より一回り老けて見える。
行動不能になったカティアとファムを救出し、ノィエンハーゲン要塞陣地に収容した。生身で戦う兵士の現実をカティアに教え込む。また、政治将校に尋問されかけた際もうまく取り逃がすなど、何かと世話を焼いてくれた好漢。部下からの信頼も厚い。ノィエンハーゲン要塞陣地陥落の際に脱出せずに戦い、最後は多数のBETAを道連れに格納庫ごと自爆し戦死した。
短編「鋼鉄の墓標 シュルトヴェンベルク1981」の主要登場人物でもあり、当時の年齢は16歳、階級は2等兵。この頃に一度、第666戦術機中隊と戦場で遭遇している。
ヴィヴィエン・シュバインシュタイガー
声 - 尾高もえみ
年齢は15歳。階級は軍曹。ノィエンハーゲン要塞陣地でクルトと共に戦う少女。
カティアとファムが救出され、ノィエンハーゲン要塞陣地に収容された際、まだ東ドイツに馴染めていなかったカティアと友達になった。
ノィエンハーゲン要塞陣地陥落の際に、格納庫で侵入してきたBETA相手に抗戦するが、力及ばず戦死した。
フランツ・ハイム
声 - 麦人
国家人民軍西方総軍隷下教育軍総監。階級は少将。人類冷戦時代から軍に身を置いていた歴戦の人物。軍内部における反シュタージ派の代表的な人物であり、アイリスディーナとは協力関係にあった。
666中隊のメンバーがシュタージに捕縛された際に、脱出してきたカティアたちを匿う。決起を要請するグレーテルに対して、革命の象徴となるはずのアイリスディーナを欠いていることから求心力を得られないとし、決起を諦めるよう告げる。しかし、カティアから素性を明かされるとともにその覚悟を聞いたことで覚悟を決め、臨時編成の戦車師団「ゲッツ・フォン・ベルリヒンゲン」を率いて666中隊とともに決起、以後は反乱軍の代表として作戦を指揮した。
ズーズィ・ツァブ
声 - 桑谷夏子
市民で構成される反体制派の代表人物。基地から脱出したカティアとテオドールを保護し、ハイムの許へと送り届けた。軍内の反シュタージ派と接触を続けており、革命の際には反体制派の代表として反乱軍の司令部に加わる。シュタージを激しく憎悪しており、彼女ら反体制派の強い意向によってリィズの処刑と、その執行役をテオドールが担うことになり、処刑の直後に駆けつけてきたカティアに激しく糾弾された。
アンナ・タルコフスキー
7月23日生まれ。短編「鋼鉄の墓標 シュルトヴェンベルク1981」に登場。階級は二等兵。新人の戦車操縦兵としてクルトの小隊に配属された少女。
ウクライナから疎開してきた難民であり、難民はまともな職に就けないことから、なし崩し的に戦車整備工場に入る。
徴兵されるまでの3年間、T-62戦車の動作確認に関わってきたため、新人とはいえ既に2000時間もの操縦キャリアを持つ。失った故郷の代わりに東ドイツで頑張ろうと、日々を懸命に生きている。
マルコ・ファーナー
短編「焦土の花、幸せの理由」に登場。東ドイツ軍の第634戦術機中隊に所属する少年衛士。階級は少尉。
イングヒルトの幼馴染。昔は彼女を「お姉ちゃん」と慕っていたが、10年近くもの間会っていなかった。幼い頃よりイングヒルトに思いを寄せ続け、彼女を守る力を身につける為に衛士になった。基地で偶然イングヒルトの姿を見つけ、思いを伝える為にラブレターを送る。その直後にアネット達に捕まってしまい、イングヒルトと再会する。
イレナ・マリノフスキー
4月22日生まれ。短編「死の都にて」に登場。1979年当時、ポーランドのヴロツワフ市街で戦っていた、第303戦術機中隊の臨時中隊指揮官。年齢は当時16歳。階級は少尉。
シルヴィアの親友だった少女。倫理観と正義感が強く、他部隊の隊員が市民たちから物資を略奪する中、自分の部隊員達には市民からの略奪を一切許さなかった。また、1人でも多くの市民を守る為、弾薬や燃料が尽きても中隊に戦闘を続行させようとしていた。補給もろくに来ず、食料も不足した状況の中で戦う隊員達は、イレナの事を綺麗事ばかりで自己犠牲を強いる指揮官だと感じ、反発していた。その為、常に隊員達と口論が絶えなかった。
遂にカーヤがけしかけた男性隊員にシルヴィアと共に強姦され、心が壊れて自ら命を絶つ。
カーヤ・ザヨンツ
10月9日生まれ。短編「死の都にて」に登場。イレナ率いる第303戦術機中隊所属の衛士。年齢は当時16歳。階級は少尉。
イレナとシルヴィアの親友だった少女。しかし、イレナの自己犠牲ばかりを強いる命令に対し、徐々に不満が蓄積し反発するようになる。また、ヴロツワフからの補給ルートが絶たれた事、恋人の安否が絶望的になった事などが原因で、次第に精神の均衡を崩していく。同時に、シルヴィアの事もイレナの腰巾着と見なして拒絶するようになる。
後にシルヴィアとイレナに男性隊員をけしかけて強姦させるが、それによってイレナは自殺してしまう。そして、復讐にやって来たシルヴィアによって機体を行動不能にされ、BETAに食われてしまった。
マルティン・カレル
短編「帰れないふたりのために」に登場。グレーテルのベルリン＝カール・マルクス統合学校時代の友人だった少年。
国営企業の産業廃棄物の不法投棄により、従妹が環境汚染による病に伏せっていた。しかし、公害が存在するという事実を覆い隠す党により、彼女は十分な治療が受けられなかった。その為、いずれこの事実を告発し、改善を図ろうとする為に調査していた。
当初は口論が多かったが、何度か会う内にグレーテルは想いを寄せるようになる。しかし、国家保安省に動向を勘づかれて逮捕されるが、クーデター時にグレーテルを助けたのが彼である事が示唆されている。彼との出会いがグレーテルの現在の理念の基盤になり、組織に従いつつ上を目指すようになる。

#### 「隻影のベルンハルト」の登場人物
ユルゲン・ベルンハルト
アイリスディーナの5歳年上の兄で、「隻影のベルンハルト」の主人公。「シュヴァルツェスマーケン」本編中では既に故人。
アーベル・ブレーメ
ベアトリクスの父。東ドイツの経済計画立案に携わる高級官僚。

## 戦術機
型番はいずれも実在する(した)戦闘機と同様のものが使われている(リンク先は実在のものである)。戦術機は基本的に人型であり、実在のそれらとは全く異なる。マブラヴ オルタネイティヴ#戦術機も参照。

MiG-21 バラライカ
東ドイツ軍の主力戦術機。F-4をベースにソ連が開発した戦術機で、頭部の破損率軽減のためにメインカメラ前方にワイヤーカッターを装着し、頭部自体も小型化されている。F-4よりも機動性に優れ、密集戦や集団機動戦を得意とすると言われている。第666戦術機中隊などの一部の部隊では、頭部センサーマストを大型化して通信能力を高めたPF型を隊長機として採用している。
MiG-23 チボラシュカ
武装警察軍ヴェアヴォルフ隊などに配備された新鋭機。MiG-21に機動格闘戦能力を付与する目的で新開発された機体だが、整備性が悪いために稼働率が低いという欠点を抱えている。
MiG-27 アリゲートル
武装警察軍ヴェアヴォルフ隊などに配備された新鋭機。ソ連からモスクワ派に提供された。
MiG-23改 チボラシュカ・ツヴァイ
ラーテノー市街地の戦いの際に鹵獲されたMiG-23を改修した機体。頭部はMiG-21の物を改造したものが搭載されている。
F-14 トムキャット
世界最強とも称される、アメリカ海軍第103戦術歩行戦闘隊「VFA-103 ジョリー・ロジャース」に配備された最新鋭戦術機。それまでの戦術機には不可能だった3次元機動をやすやすとこなす機動力と、突撃級BETAの集団をも殲滅可能な高威力のクラスターミサイル「フェニックス」による長射程・大火力を実現した。海王星作戦とベルリン防衛線に参加し、フェニックスの威力を見せつけた。
A-10 サンダーボルトII
米国によって開発された強襲歩行攻撃機。単機でF-4一個小隊に匹敵すると言われる火力を持ち、戦車級の取り付きに対抗する爆圧スパイク機構「ジャベリン」により高い生存性を誇っている。終盤のベルリン防衛戦において、事前集積船から発進、ハーフェル運河に迫るBETA群を粉砕した。
F-5 フリーダムファイター
F-4より電子兵装や装甲などを簡略化した廉価機として開発されたが、軽量で機動力の高い機体に仕上がったことで世界各国から評価され、フランスの「ミラージュ」シリーズや、イギリスの「トーネード」シリーズなど、様々な派生機が開発された。
F-5G/E/I トーネード
イタリア・イギリス・西ドイツの共同出資により設立された企業「パラヴィア・インダストリアル」が、F-5をベースにして開発した軽量戦術機。共同ライセンス生産によりG・E・Iの3つのモデルが生産されており、G型が西ドイツ、E型がイギリス、I型がイタリア向けとなっている。

## 既刊一覧

### 本編
- 吉宗鋼紀（原作） / 内田弘樹（著） / CARNELIAN（イラスト） 『シュヴァルツェスマーケン』 KADOKAWA〈ファミ通文庫〉、全7巻
  1. 「神亡き屍戚の大地に」2011年5月30日発売[6]、ISBN 978-4-04-727306-1
  2. 「無垢なる願いの果てに」2011年9月30日発売[7]、ISBN 978-4-04-727528-7
  3. 「縹渺たる煉獄の彼方に」2012年3月30日発売[8]、ISBN 978-4-04-727932-2
  4. 「許されざる契りのために」2012年10月29日発売[9]、ISBN 978-4-04-728419-7
  5. 「紅蓮なる弔鐘の中で」2013年3月30日発売[10]、ISBN 978-4-04-728802-7
  6. 「儼たる相剋の嚮後に」2013年12月12日発売[11]、ISBN 978-4-04-729297-0
  7. 「克肖導く熾天の大地へ」2014年3月29日発売[12]、ISBN 978-4-04-729528-5

### 短編集
- 吉宗鋼紀（原作） / 内田弘樹（著） / CARNELIAN（イラスト） 『シュヴァルツェスマーケン Requiem』 KADOKAWA〈ファミ通文庫〉、全2巻
  1. 「-祈り- ＃1」2012年7月30日発売[13]、ISBN 978-4-04-728214-8
  2. 「-願い- ＃2」2013年7月29日発売[14]、ISBN 978-4-04-729014-3

### 外伝
- 吉宗鋼紀（原作） / 内田弘樹（著） / CARNELIAN（キャラクター原案） / 木菟あうる（イラスト） 『シュヴァルツェスマーケン 隻影のベルンハルト』 KADOKAWA〈ファミ通文庫〉、全2巻
  1. 2015年9月30日発売[15]、ISBN 978-4-04-730693-6
  2. 2016年1月30日発売[16]、ISBN 978-4-04-734014-5

## テレビアニメ
| 原作                                              | 吉宗鋼紀                                                         |
| 原作シナリオ                                      | 内田弘樹（ファミ通文庫/ KADOKAWA エンターブレイン刊）            |
| キャラクター原案                                  | CARNELIAN                                                        |
| 監督                                              | 渡邊哲哉                                                         |
| シリーズ構成                                      | 樋口達人                                                         |
| 脚本                                              | 樋口達人、渡邊哲哉、戸田力良                                     |
| キャラクターデザイン 総作画監督                   | 原修一                                                           |
| メカニックデザイン・プロップデザイン メカ作画監督 | 鈴木勘太                                                         |
| 美術監督                                          | 針生勝文                                                         |
| 色彩設計                                          | のぼりはるこ                                                     |
| 撮影監督                                          | 荒幡和也                                                         |
| 3DCGI                                             | サンジゲン                                                       |
| 編集                                              | 長谷川舞                                                         |
| 音響監督                                          | 本山哲                                                           |
| 音楽                                              | Evan Call（Elements Garden）                                     |
| 音楽制作                                          | avex pictures                                                    |
| 音楽プロデューサー                                | 田中宏幸                                                         |
| プロデューサー                                    | 田中宏幸、山崎彬、紅谷佳和 清水美佳、松村俊輔 新宿五郎、馬場楊子 |
| アニメーションプロデューサー                      | 野邉伸泰、里見哲朗、田代雄一                                     |
| アニメーション制作                                | ixtl、LIDENFILMS                                                 |
| 製作                                              | オルタネイティヴ第二計画                                         |

2016年1月から3月までテレビ東京・テレビ大阪・テレビ愛知・AT-Xにて放送された。

### 制作
監督の渡邊哲哉によれば、起用はかつて『君が望む永遠』（2003年）の監督を担当した流れからだと思っており、ロボットものをやりたいのに最近はロボットものが減ってきたと思っていたところに話が来たため、引き受けたという。映像化には戦闘シーンとキャラクタードラマの取捨選択で悩んだが、シリーズ構成の樋口達人が頑張ってくれたおかげで、解決された。そういったこともあり、ヒロインはアイリスディーナに絞られている。実在したシュタージ、東西ドイツ、鉄のカーテンを描くことには、できるだけ重くなりすぎないように気を使っている。3DCGIのサンジゲンとは以前にも仕事をしており、どんな集団か知っているのでやりやすいという。BETAは未知の生物ゆえに断面や骨格が不明であるため、苦しむ芝居を付けたり血飛沫を乗せるなどの工夫で表現している。
原作者の1人の吉宗鋼紀によれば、原作と同じくアニメの打ち合わせにも、方向性の確定や設定確認が必要な最初の数回以降は、基本は出ないと決めていたという。もう1人の内田弘樹も、シナリオの打ち合わせにはSkypeで全部参加しており、美術設定の打ち合わせには呼ばれた時だけ行くも口出しはほとんどしていないうえ、とにかく世界観の理解が早い渡邊や樋口との意思疎通はうまくできたという。内田は光線級吶喊については渡邊にそれほど詳しく説明していなかったが、放送では想像以上の仕上がりになっていたそれを見て、「ここまで理解してもらってるんだ、すごい……！」と評している。戦術機演出の大河広行はアニメの前作『トータル・イクリプス』（『TE』）から引き続き担当しており、演出や技術の積み上げだけではなく、『TE』では時間的な都合でやりたくてもやれなかった細かい演出の再現が、吉宗や内田に高評されている。
なお、リィズ・ホーエンシュタイン役の南條愛乃については、fripSideのボーカルとしての主題歌依頼より、リィズ役としてのキャスト依頼の方が先だったという。

### 主題歌
オープニングテーマ「white forces」
作詞・作曲・編曲 - 八木沼悟志 / 歌 - fripSide
第1話は未使用。第12話は挿入歌として使用。
エンディングテーマ「哀しみが時代を駆ける」
作詞 - 畑亜貴 / 作曲・編曲 - Evan Call（Elements Garden） / 歌 - Zähre（田中美海・山本希望）
第7話は山本希望ソロバージョン、第8話は田中美海ソロバージョン。
第6話・第10話・第12話は未使用。

### 各話リスト
| 話数 | 脚本              | 絵コンテ                 | 演出                         | 作画監督                                                                                               |
| ---- | ----------------- | ------------------------ | ---------------------------- | --- |
| #01  | 樋口達人 渡邊哲哉 | 渡邊哲哉                 | 直谷たかし                   | 河野敏弥                                                                                               |
| #02  | 樋口達人          | 西森章                   | 佐々木純人                   | 齋藤育実、三島千枝                                                                                     |
| #03  | 樋口達人          | 高本宣弘                 | 江副仁美                     | 河野敏弥、山本晃宏                                                                                     |
| #04  | 樋口達人          | 藤澤俊幸                 | 矢野孝典                     | 関本渡、市橋雄一、大竹晃裕 臼井篤史、三島千枝                                                          |
| #05  | 樋口達人          | 森川育郎                 | 平林拓真                     | 相田誠、吉岡忍、小梶慎也 常盤健太郎、河野敏弥、青野厚司                                                |
| #06  | 樋口達人          | 名村英敏                 | 佐々木純人                   | 斉藤育実、三島千枝、斉藤格                                                                             |
| #07  | 樋口達人          | 西森章                   | 則座誠                       | 小林一三、青柳謙二、小笠原理恵                                                                         |
| #08  | 戸田力良 樋口達人 | 高本宣弘                 | 林宏樹                       | 大竹晃裕、関本渡、市橋雄一、坂本千代子 森下勇輝、斎藤育実、三島千枝                                    |
| #09  | 樋口達人          | 藤澤俊幸                 | 高藤聡                       | 河野敏弥、鈴木勘太、藤澤俊幸、青野厚司                                                                 |
| #10  | 樋口達人          | 森川育郎                 | 矢野孝典                     | 斎藤育実、三島千枝、坂本千代子、関本渡 斉藤格、市橋雄一、大竹晃裕                                      |
| #11  | 樋口達人          | 高本宣弘                 | 平林拓真                     | 藤澤俊幸、山本晃宏、小梶慎也、相田誠 鈴木勘太、青野厚司、Sung-hui Han                                  |
| #12  | 樋口達人          | 稲井仁 森川育郎 渡邊哲哉 | 渡邊哲哉 井端義秀 石郷岡範和 | 河野敏弥、斉藤育実、藤澤俊幸、鈴木勘太 小梶慎也、山本晃宏、西尾智恵、熊田明子 関本渡、青野厚司、原修一 |

### 放送局
| 放送期間                | 放送時間                     | 放送局     | 対象地域   | 備考                                       |
| ----------------------- | ---------------------------- | ---------- | ---------- | ------------------------------------------ |
| 2016年1月11日 - 3月28日 | 月曜 1:05 - 1:35（日曜深夜） | テレビ東京 | 関東広域圏 | 製作委員会参加                             |
| 2016年1月13日 - 3月30日 | 水曜 1:35 - 2:05（火曜深夜） | テレビ大阪 | 大阪府     |                                            |
| 2016年1月15日 - 4月1日  | 金曜 2:05 - 2:35（木曜深夜） | テレビ愛知 | 愛知県     |                                            |
|                         | 金曜 23:30 - 土曜 0:00       | AT-X       | 日本全域   | CS放送 / 製作委員会参加 / リピート放送あり |

| 配信期間               | 配信時間                     | 配信サイト         | 備考                          |
| ---------------------- | ---------------------------- | ------------------ | ----------------------------- |
| 2016年1月16日 - 4月2日 | 土曜 0:30 - 1:00（金曜深夜） | ニコニコ生放送     |                               |
|                        | 土曜 1:00（金曜深夜） 更新   | ニコニコチャンネル | 第1話無料、第2話以降1週間無料 |

### BD
| 巻     | 発売日        | 収録話          | 規格品番     |
| ------ | ------------- | --------------- | ------------ |
| 1      | 2016年3月25日 | 第1話 - 第2話   | EYXA-10872/B |
| 2      | 2016年4月29日 | 第3話 - 第4話   | EYXA-10873/B |
| 3      | 2016年5月27日 | 第5話 - 第6話   | EYXA-10874/B |
| 4      | 2016年6月24日 | 第7話 - 第8話   | EYXA-10875/B |
| 5      | 2016年7月29日 | 第9話 - 第10話  | EYXA-10876/B |
| 6      | 2016年8月26日 | 第11話 - 第12話 | EYXA-10877/B |
| 全話見 | 2021年5月21日 | 第1話 - 第12話  | EYXA-13311   |

## ラジオ
『ラジオ シュヴァルツェスマーケン』のタイトルで、文化放送にて放送。通称は『シュヴァケンラジオ 』。2015年10月4日より2015年12月27日までは毎週日曜日25時 - 25時30分に放送されたが、アニメの放送開始に伴い2016年1月2日より毎週土曜日26時 - 26時30分に放送時間を変更し、同年6月25日まで放送。
パーソナリティは、山本希望（アイリスディーナ・ベルンハルト 役）、田中美海（カティア・ヴァルトハイム 役）。